# Joseph Rogniat

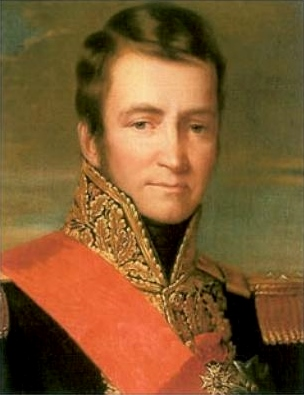
Joseph Rogniat

Joseph Rogniat (* 9. November 1776 in Saint-Priest, Métropole de Lyon; † 8. Mai 1840 in Paris) war ein französischer Général de division der Pioniere.

## Leben und Wirken
Rogniat entstammte einer traditionsreichen Offiziersfamilie, sein Vater war General Jean-Baptiste Rogniat und sein Großvater Colonel Alexandre Rogniat. Der Politiker Jean Baptiste Rogniat war sein älterer Bruder.
Auf Wunsch seiner Familie besuchte Rogniat in Metz (Département Moselle) die École d’application de l’artillerie et du génie (→Festung Metz). Bereits als Kadett konnte er sich auszeichnen und seine Karriere führte ihn vom Sous-lieutenant (5. März 1795) zum Capitaine (20. April 1797) und Chef de bataillon (9. Juni 1800).
Als Napoleon Bonaparte 1807 seine Invasion Spaniens plante holte er sich der unausweichlichen Belagerungen wegen auch bei Rogniat Rat.
Am 19. Februar 1808 wurde er zum Colonel und am 6. März des gleichen Jahres zum Général de brigade befördert.
Rogniat nahm unter anderem an den Belagerungen von Saragossa (Dezember 1808/Februar 1809), Lérida (April/Mai 1810), Ciudad Rodrigo (April/Juli 1810), Tortosa (Dezember 1810/Januar 1811), Tarragona (Mai/Juni 1811), Valencia (November 1811/Januar 1812) und Badajoz (März/April 1812) teil.
Am 9. Juli 1811 erfolgte seine Beförderung zum Général de division.
An der Schlacht bei Paris (30. März 1814) nahm Rogniat nicht teil. Nach dem Vertrag von Fontainebleau (11. April 1814) kehrte Rogniat nach Paris zurück und begann die Bourbonen zu unterstützen.
Als Napoleon die Insel Elba verließ und dessen Herrschaft der Hundert Tage begann, schloss sich Rogniat wieder dem Kaiser an, nahm aber an der Schlacht bei Waterloo (18. Juni 1815) nicht teil; auch nach Napoleons endgültiger Abdankung am 22. Juni 1815 hielt er zu König Ludwig XVIII. Zum Dank dafür berief ihn 1828 König Karl X. zum Conseiller d’état (Staatsrat). In die Innenpolitik des Landes mischte sich Rogniat nicht ein. Als sich nach der Julirevolution von 1830 die Julimonarchie konstituierte, berief König Louis-Philippe I. Rogniat zum Pair von Frankreich (→Chambre des Pairs).
Mit der Zeit gab Rogniat alle seine Ämter auf und zog sich ins Privatleben zurück. Er starb am 8. Mai 1840 in Paris und fand seine letzte Ruhestätte auf dem Friedhof Père-Lachaise (Division 50).

## Ehrungen
- 1808 Offizier der Ehrenlegion
- 1810 baron de l’Émpire
- 1815 Ordre royal et militaire de Saint-Louis
- 20. Oktober 1820 Großkreuz der Ehrenlegion
- 1826 vicomte
- 1829 Ehrenmitglied der Académie des sciences
- 1831 Pair von Frankreich
- Sein Name findet sich am westlichen Pfeiler (36. Spalte) des Triumphbogens am Place Charles de Gaulle (Paris)

## Schriften (Auswahl)
- De la colonisation en Algérie et des fortifications propres à garantis les colons des invasions des tribus africaines. Paris 1840.
- Rélation des sièges de Saragosse et de Tortose par les Français dans le dernière guerre d’Espagne. Paris 1814.